# Birkin Cars

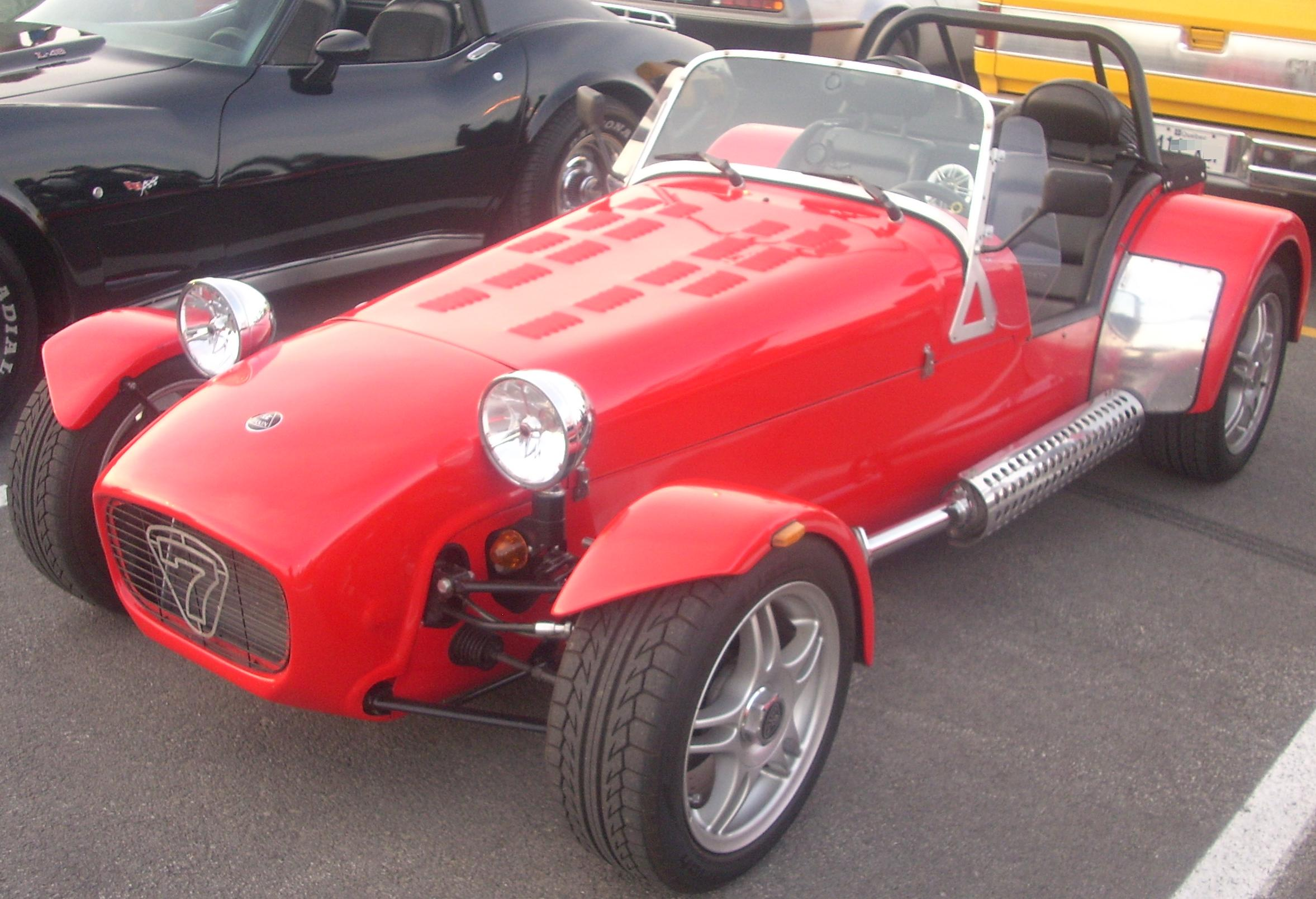
Birkin

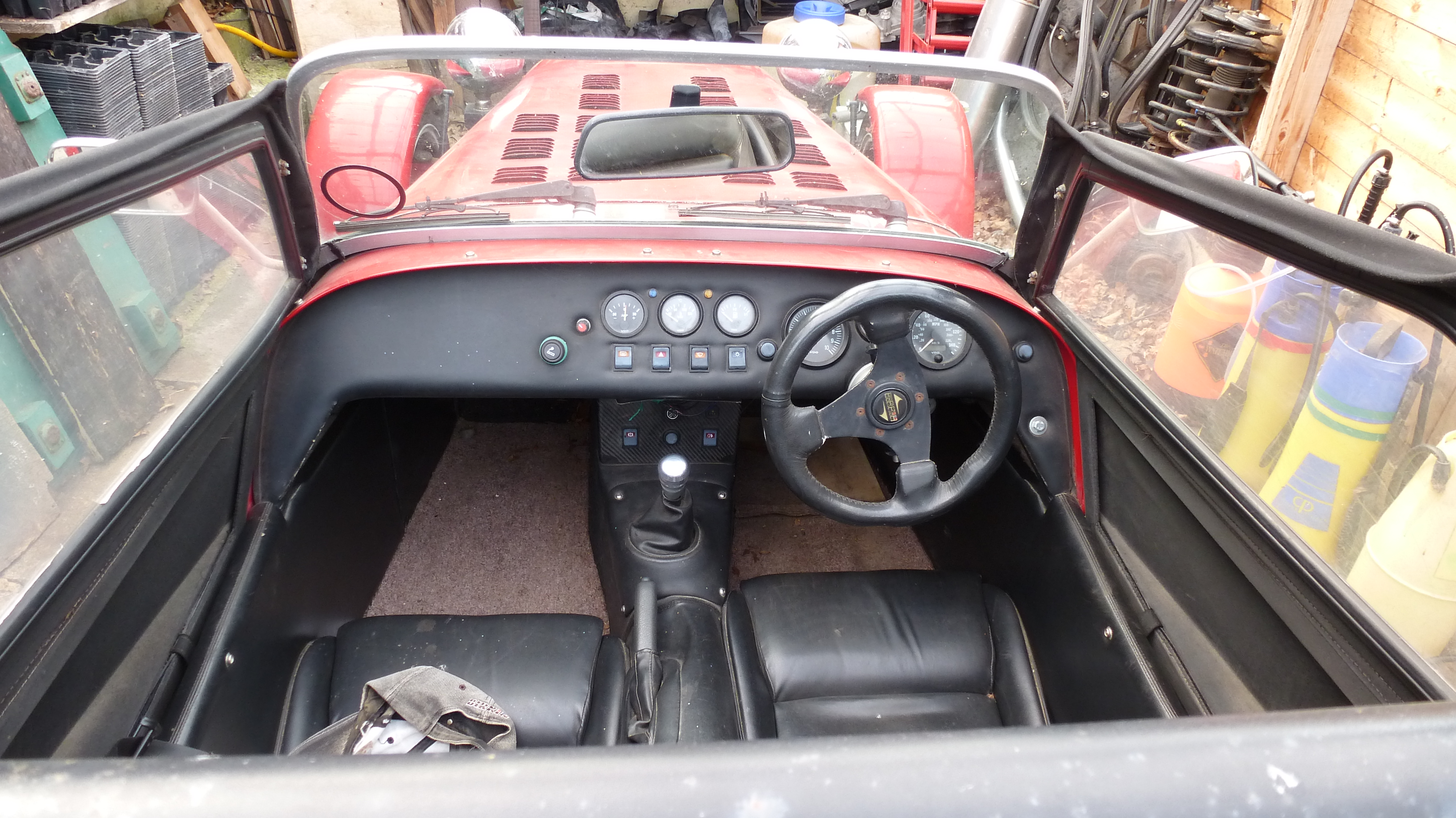
Interieur

Birkin Cars ist ein südafrikanischer Hersteller von Automobilen.

## Unternehmensgeschichte
John Watson gründete am 5. Juli 1982 das Unternehmen. Für die Vergangenheit ist Pinetown als Sitz überliefert und aktuell Durban. Watson begann 1983 mit der Produktion von Automobilen. Der Markenname lautet Birkin. Bereits bis 1988 waren 200 Fahrzeuge fertiggestellt. Für 2000 sind 150 Fahrzeuge überliefert, für die beiden Folgejahre jeweils 200 und für 2003 250 Fahrzeuge. Früher gab es die Importgesellschaft Birkin Europe Ltd. im englischen Buntingford. Birkin Performance Cars aus Durban unter Leitung von Ralph Smith und Dean Knoop gibt an, Teile der Produktion übernommen zu haben.

## Fahrzeuge
Im Angebot stehen Fahrzeuge im Stil des Lotus Seven. Die Basis bildet ein Spaceframe-Chassis. Die Karosserie besteht aus Aluminium, Kotflügel und die Front anfangs aus Fiberglas, die Kotflügel später wahlweise aus Karbonfiber. Verschiedene Motoren von Ford treiben die Fahrzeuge an. Früher standen auch Motoren von Opel und Toyota sowie Wankelmotoren von Mazda zur Verfügung.